# Jenkina
Jenkina é um gênero de esponja marinha da família Jenkinidae.

## Espécies
- Jenkina articulata Brøndsted, 1931
- Jenkina glabra Brøndsted, 1931